# Khorāshād
Khorāshād (persiska: خراشاد, Khorshād) är en ort i Iran.   Den ligger i provinsen Sydkhorasan, i den östra delen av landet, 800 km öster om huvudstaden Teheran. Khorāshād ligger 1 947 meter över havet och antalet invånare är 757.
Terrängen runt Khorāshād är lite bergig. Runt Khorāshād är det glesbefolkat, med 12 invånare per kvadratkilometer. Närmaste större samhälle är Bejed, 12,1 km nordväst om Khorāshād. Trakten runt Khorāshād är ofruktbar med lite eller ingen växtlighet.